# Attack!!
Attack!! is het eerste muziekalbum van de Zweedse gitarist Yngwie Malmsteen samen met zanger Doogie White. Het werd uitgegeven in 2002. 
Het album is vernoemd naar het vijfde gelijknamige nummer.
In Zweden behaalde het album de 37e positie.

## Musici
- Yngwie Malmsteen - gitaar en bas
- Doogie White - zang
- Derek Sherinian - toetsen
- Patrick Johansson - drums

## Muziek
Alle muziek en teksten zijn geschreven door Yngwie Malmsteen. 
| Nr. | Titel                                  | Duur |
| --- | -------------------------------------- | ---- |
| 1.  | Razor Eater                            | 3:27 |
| 2.  | Rise Up                                | 4:33 |
| 3.  | Valley of the Kings                    | 5:43 |
| 4.  | Ship of Fools                          | 4:16 |
| 5.  | Attack!!                               | 4:25 |
| 6.  | Baroque & Roll                         | 5:56 |
| 7.  | Stronghold                             | 4:17 |
| 8.  | Mad Dog                                | 3:24 |
| 9.  | In the Name of God                     | 3:36 |
| 10. | Freedom Isn't Free                     | 4:07 |
| 11. | Majestic Blue                          | 6:03 |
| 12. | Valhalla                               | 6:44 |
| 13. | Iron Clad                              | 4:58 |
| 14. | Air (Malmsteen, Johann Sebastian Bach) | 2:36 |

### Bonus
| Nr. | Titel           | Schrijver(s)               | Duur |
| --- | --------------- | -------------------------- | ---- |
| 15. | Battlefield     | Malmsteen                  | 3:26 |
| 16. | Dreaming (live) | Joe Lynn Turner, Malmsteen | 9:17 |